# 愛知県第6区
愛知県第6区（あいちけんだい6く）は、日本の衆議院議員総選挙における選挙区。1994年（平成6年）の公職選挙法改正で設置。

## 区域

### 現在の区域
2022年（令和4年）公職選挙法改正以降の区域は以下のとおりである。先行して愛知6区に編入されていた十軒家投票区以外の瀬戸市の大半も7区から本区に編入された一方、犬山市と小牧市は新設の16区へ移った。
- 瀬戸市
- 春日井市

### 2017年から2022年までの区域
2017年（平成29年）公職選挙法改正から2022年の小選挙区改定までの区域は以下のとおりである。2017年の選挙区割り見直しで瀬戸市の一部が7区から編入された。
- 瀬戸市（十軒家投票区に属する区域）
  - 水野支所管内の川平町、本郷町10〜1048番、十軒町、鹿乗町、内田町1・2丁目、北みずの坂1〜3丁目[5]
- 春日井市
- 犬山市
- 小牧市

### 2002年から2017年までの区域
2002年（平成14年）公職選挙法改正から2017年の小選挙区改定までの区域は以下のとおりである。2002年の選挙区割り見直しで西春日井郡7町（現在の清須市・北名古屋市・豊山町の2市1町）が5区へ移り、その代わりに犬山市が10区から本区へ移管された。
- 春日井市
- 犬山市
- 小牧市

### 2002年以前の区域
1994年（平成6年）公職選挙法改正から2002年の小選挙区改定までの区域は以下のとおりである。
- 春日井市
- 小牧市
- 西春日井郡

## 歴史
中選挙区時代は旧愛知2区に属し、自民党の長老議員だった丹羽兵助の地盤として自民党の一角を支えた。一方で、労組出身で非創価学会員であるにもかかわらず公明党の顧問を務めていた草川昭三の衆議院議員時代の選挙区でもある。草川は春日井市を中心に「草川党」と呼ばれる堅い支持者を持ち1996年の第41回衆議院議員総選挙に勝利したが2000年の第42回衆議院議員総選挙で民主党の前田雄吉に敗れ、落選、参議院に転出した。その後、自民党の丹羽秀樹が祖父・兵助の地盤を引き継ぎ、前田と争う構図がしばらく続いた。しかし、2009年の第45回衆議院議員総選挙では民主党大勝の波には勝てず、前田に代わって出馬した石田芳弘が当選した。
ちなみに、2001年の選挙区割り改正で当時の西春日井郡7町（現在の清須市・北名古屋市・豊山町の2市1町）が5区へ移動し、代わりに10区だった犬山市が新しく6区に加わった。
2011年4月24日、第17回統一地方選挙後半戦と同日に当選挙区で補欠選挙が行われた（石田の名古屋市長選挙出馬に伴う議員辞職によるものである）。民主党は候補擁立を見送り、5人が出馬する乱立選挙となったが、2009年の衆院選で石田に敗れた自民元職の丹羽が当選・国政復帰となり、同時に愛知県知事選に出馬するため自民党を離党（ないし除名）・議員辞職した大村秀章（比例復活）に代わり、愛知県の小選挙区を地盤とする唯一の自民党衆議院議員となった。
2012年の第46回衆議院議員総選挙以降も丹羽が相手候補に比例復活も許さず小選挙区での当選を続けており、地盤を固めつつある。
春日井市と小牧市が同じ選挙区だった時点では全体に工場や運送基地などが多く、名古屋市へ通勤・通学する住民も多い。東名高速道路小牧ジャンクションを有する交通の要衝である。無党派層が増加している地区でもある。なお、瀬戸市と春日井市は隣接こそしているが国道155号線や愛知環状鉄道で繋がっているものの庄内川を挟んで東谷山を超える必要があり生活圏が異なっている。

## 小選挙区選出議員
| 選挙名                   | 年     | 当選者   | 党派       | 備考                    |
| ------------------------ | ------ | -------- | ---------- | ----------------------- |
| 第41回衆議院議員総選挙   | 1996年 | 草川昭三 | 新進党     |                         |
| 第42回衆議院議員総選挙   | 2000年 | 前田雄吉 | 民主党     |                         |
| 第43回衆議院議員総選挙   | 2003年 | 前田雄吉 | 民主党     |                         |
| 第44回衆議院議員総選挙   | 2005年 | 丹羽秀樹 | 自由民主党 |                         |
| 第45回衆議院議員総選挙   | 2009年 | 石田芳弘 | 民主党     |                         |
| 第45回衆議院議員補欠選挙 | 2011年 | 丹羽秀樹 | 自由民主党 | ※石田芳弘の辞職に伴う。 |
| 第46回衆議院議員総選挙   | 2012年 | 丹羽秀樹 | 自由民主党 |                         |
| 第47回衆議院議員総選挙   | 2014年 | 丹羽秀樹 | 自由民主党 |                         |
| 第48回衆議院議員総選挙   | 2017年 | 丹羽秀樹 | 自由民主党 |                         |
| 第49回衆議院議員総選挙   | 2021年 | 丹羽秀樹 | 自由民主党 |                         |
| 第50回衆議院議員総選挙   | 2024年 | 丹羽秀樹 | 自由民主党 |                         |

## 選挙結果
時の内閣：第1次石破内閣 解散日：2024年10月9日 公示日：2024年10月15日
当日有権者数：35万5077人 最終投票率：52.72%（前回比： 2.11%） （全国投票率：53.85%（2.08%））
| 当落 | 候補者名 | 年齢 | 所属党派   | 新旧 | 得票数   | 得票率 | 惜敗率 | 推薦・支持 | 重複 |
| ---- | -------- | ---- | ---------- | ---- | -------- | ------ | ------ | ---------- | ---- |
| 当   | 丹羽秀樹 | 51   | 自由民主党 | 前   | 92,083票 | 51.74% | ――     | 公明党推薦 | ○    |
|      | 前田雄吉 | 64   | 無所属     | 元   | 32,608票 | 18.32% | 35.41% |            | ×    |
|      | 大西雅人 | 29   | 社会民主党 | 新   | 26,854票 | 15.09% | 29.16% |            | ○    |
|      | 原田学   | 74   | 日本共産党 | 新   | 26,425票 | 14.85% | 28.70% |            |      |

- 松田は第50回は小牧市、犬山市を含む新設された16区から出馬。重複立候補していた比例東海ブロックで当選。
- 前田は2023年の小牧市長議挙に出馬し落選後に6区、16区どちらからでも出馬できるように準備していたが民主系候補が空白となっていた愛知6区から公示直前に出馬した。
- 大西は2022年の北名古屋市議会議員選挙に出馬したが落選。2025年の第27回参議院議員通常選挙(愛知県選挙区)に出馬したが落選。
- 原田は2023年の瀬戸市議会議員選挙に不出馬で一度引退していたが公示直前に出馬した。

時の内閣：第1次岸田内閣 解散日：2021年10月14日 公示日：2021年10月19日
当日有権者数：43万5949人 最終投票率：54.83%（前回比：1.63%） （全国投票率：55.93%（2.25%））
| 当落 | 候補者名 | 年齢 | 所属党派   | 新旧 | 得票数    | 得票率 | 惜敗率 | 推薦・支持 | 重複 |
| ---- | -------- | ---- | ---------- | ---- | --------- | ------ | ------ | ---------- | ---- |
| 当   | 丹羽秀樹 | 48   | 自由民主党 | 前   | 136,168票 | 58.35% | ――     | 公明党推薦 | ○    |
|      | 松田功   | 53   | 立憲民主党 | 前   | 76,912票  | 32.96% | 56.48% |            | ○    |
|      | 内田謙   | 71   | 日本共産党 | 新   | 20,299票  | 8.70%  | 14.91% |            |      |

- 松田は第48回は（旧）立憲民主党の比例東海ブロック単独候補として当選。
- 森本は松田との選挙区調整により隣接する7区にから立候補したが落選。

時の内閣：第3次安倍第3次改造内閣 解散日：2017年9月28日 公示日：2017年10月10日
当日有権者数：43万6625人 最終投票率：53.20%（前回比：2.92%） （全国投票率：53.68%（1.02%））
| 当落 | 候補者名 | 年齢 | 所属党派   | 新旧 | 得票数    | 得票率 | 惜敗率 | 推薦・支持 | 重複 |
| ---- | -------- | ---- | ---------- | ---- | --------- | ------ | ------ | ---------- | ---- |
| 当   | 丹羽秀樹 | 44   | 自由民主党 | 前   | 114,894票 | 50.79% | ――     | 公明党推薦 | ○    |
|      | 森本和義 | 51   | 希望の党   | 元   | 75,069票  | 33.18% | 65.34% |            | ○    |
|      | 田上光徳 | 66   | 日本共産党 | 新   | 23,499票  | 10.39% | 20.45% |            |      |
|      | 平山良平 | 69   | 社会民主党 | 新   | 12,764票  | 5.64%  | 11.11% |            | ○    |

時の内閣：第2次安倍改造内閣 解散日：2014年11月21日 公示日：2014年12月2日
当日有権者数：42万2007人 最終投票率：50.28% （全国投票率：52.66%（6.66%））
| 当落 | 候補者名   | 年齢 | 所属党派   | 新旧 | 得票数    | 得票率 | 惜敗率 | 推薦・支持 | 重複 |
| ---- | ---------- | ---- | ---------- | ---- | --------- | ------ | ------ | ---------- | ---- |
| 当   | 丹羽秀樹   | 41   | 自由民主党 | 前   | 106,887票 | 52.01% | ――     | 公明党推薦 | ○    |
|      | 森本和義   | 48   | 民主党     | 元   | 66,037票  | 32.13% | 61.78% |            | ○    |
|      | 柳沢けさ美 | 64   | 日本共産党 | 新   | 32,607票  | 15.86% | 30.51% |            |      |

- 森本は以前は愛知15区で活動。第45回は同区で当選するも第46回は落選。

時の内閣：野田第3次改造内閣 解散日：2012年11月16日 公示日：2012年12月4日
当日有権者数：41万9927人 最終投票率：57.37% （全国投票率：59.32%（9.96%））
| 当落 | 候補者名   | 年齢 | 所属党派     | 新旧 | 得票数    | 得票率 | 惜敗率 | 推薦・支持 | 重複 |
| ---- | ---------- | ---- | ------------ | ---- | --------- | ------ | ------ | ---------- | ---- |
| 当   | 丹羽秀樹   | 39   | 自由民主党   | 前   | 113,991票 | 49.13% | ――     | 公明党推薦 | ○    |
|      | 天野正基   | 42   | 民主党       | 新   | 56,644票  | 24.41% | 49.69% | 国民新党   | ○    |
|      | 水野智彦   | 56   | 日本未来の党 | 前   | 37,200票  | 16.03% | 32.63% | 新党大地   | ○    |
|      | 柳沢けさ美 | 62   | 日本共産党   | 新   | 24,203票  | 10.43% | 21.23% |            |      |

- 水野は第45回は比例南関東ブロック単独候補として当選（民主党）。
- 天野は2007年・2011年と当選していた愛知県議会議員を一度辞職の上で出馬、選挙後再び愛知県議会議員選挙に立候補し2015年・2019年・2023年当選。

当日有権者数：418,455人　最終投票率：41.94%

| 当落 | 候補者名   | 年齢 | 所属党派   | 新旧 | 得票数    | 得票率 | 推薦・支持 |
| ---- | ---------- | ---- | ---------- | ---- | --------- | ------ | ---------- |
| 当   | 丹羽秀樹   | 38   | 自由民主党 | 元   | 104,328票 | 61.45% |            |
|      | 川村昌代   | 44   | 減税日本   | 新   | 39,308票  | 23.15% |            |
|      | 河江明美   | 45   | 日本共産党 | 新   | 14,369票  | 8.46%  |            |
|      | 福原真由美 | 50   | 幸福実現党 | 新   | 7,932票   | 4.67%  |            |
|      | 目片文夫   | 70   | 無所属     | 新   | 3,842票   | 2.26%  |            |

時の内閣：麻生内閣 解散日：2009年7月21日 公示日：2009年8月18日
当日有権者数：41万6933人 最終投票率：69.9% （全国投票率：69.28%（1.77%））
| 当落 | 候補者名   | 年齢 | 所属党派   | 新旧 | 得票数    | 得票率 | 惜敗率 | 推薦・支持 | 重複 |
| ---- | ---------- | ---- | ---------- | ---- | --------- | ------ | ------ | ---------- | ---- |
| 当   | 石田芳弘   | 63   | 民主党     | 新   | 167,697票 | 58.86% | ――     |            | ○    |
|      | 丹羽秀樹   | 36   | 自由民主党 | 前   | 102,252票 | 35.89% | 60.97% |            | ○    |
|      | 長谷川浩司 | 46   | 無所属     | 新   | 6,736票   | 2.36%  | 4.02%  |            | ×    |
|      | 福原真由美 | 49   | 幸福実現党 | 新   | 5,970票   | 2.10%  | 3.56%  |            |      |
|      | 稲垣寛之   | 36   | 無所属     | 新   | 2,243票   | 0.79%  | 1.34%  |            | ×    |

時の内閣：第2次小泉改造内閣 解散日：2005年8月8日 公示日：2005年8月30日
当日有権者数：40万7653人 最終投票率：66.01% （全国投票率：67.51%（7.65%））
| 当落 | 候補者名   | 年齢 | 所属党派   | 新旧 | 得票数    | 得票率 | 惜敗率 | 推薦・支持 | 重複 |
| ---- | ---------- | ---- | ---------- | ---- | --------- | ------ | ------ | ---------- | ---- |
| 当   | 丹羽秀樹   | 32   | 自由民主党 | 新   | 126,670票 | 48.03% | ――     |            | ○    |
| 比当 | 前田雄吉   | 45   | 民主党     | 前   | 113,467票 | 43.03% | 89.58% |            | ○    |
|      | 柳沢けさ美 | 55   | 日本共産党 | 新   | 23,576票  | 8.94%  | 18.61% |            |      |

時の内閣：第1次小泉第2次改造内閣 解散日：2003年10月10日 公示日：2003年10月28日
当日有権者数：40万2824人 最終投票率：56.26% （全国投票率：59.86%（2.63%））
| 当落 | 候補者名   | 年齢 | 所属党派   | 新旧 | 得票数   | 得票率 | 惜敗率 | 推薦・支持 | 重複 |
| ---- | ---------- | ---- | ---------- | ---- | -------- | ------ | ------ | ---------- | ---- |
| 当   | 前田雄吉   | 43   | 民主党     | 前   | 97,766票 | 44.21% | ――     |            | ○    |
|      | 丹羽秀樹   | 30   | 自由民主党 | 新   | 80,700票 | 36.50% | 82.54% |            | ○    |
|      | 三沢淳     | 51   | 保守新党   | 元   | 22,131票 | 10.01% | 22.64% |            |      |
|      | 柳沢けさ美 | 53   | 日本共産党 | 新   | 20,524票 | 9.28%  | 20.99% |            |      |

- 三沢は第41・42回は4区で活動。

時の内閣：第1次森内閣 解散日：2000年6月2日 公示日：2000年6月13日 （全国投票率：62.49%（2.84%））
| 当落 | 候補者名 | 年齢 | 所属党派   | 新旧 | 得票数   | 得票率 | 惜敗率 | 推薦・支持 | 重複 |
| ---- | -------- | ---- | ---------- | ---- | -------- | ------ | ------ | ---------- | ---- |
| 当   | 前田雄吉 | 40   | 民主党     | 新   | 97,714票 | 38.97% | ――     |            | ○    |
|      | 草川昭三 | 71   | 公明党     | 前   | 92,321票 | 36.82% | 94.48% |            |      |
|      | 辻一幸   | 64   | 日本共産党 | 新   | 29,491票 | 11.76% | 30.18% |            |      |
|      | 伊藤健一 | 62   | 無所属の会 | 新   | 22,617票 | 9.02%  | 23.15% |            |      |
|      | 保田玲子 | 54   | 自由連合   | 新   | 6,971票  | 2.78%  | 7.13%  |            |      |
|      | 辺見雅男 | 35   | 無所属     | 新   | 1,630票  | 0.65%  | 1.67%  |            | ×    |

時の内閣：第1次橋本内閣 解散日：1996年9月27日 公示日：1996年10月8日 （全国投票率：59.65%（8.11%））
| 当落 | 候補者名   | 年齢 | 所属党派       | 新旧 | 得票数   | 得票率 | 惜敗率 | 推薦・支持 | 重複 |
| ---- | ---------- | ---- | -------------- | ---- | -------- | ------ | ------ | ---------- | ---- |
| 当   | 草川昭三   | 68   | 新進党         | 前   | 90,812票 | 39.72% | ――     |            |      |
|      | 伊藤勝人   | 51   | 自由民主党     | 新   | 59,631票 | 26.08% | 65.66% |            | ○    |
|      | 網岡雄     | 68   | 民主党         | 前   | 49,074票 | 21.46% | 54.04% |            | ○    |
|      | 渡辺ますみ | 39   | 日本共産党     | 新   | 25,815票 | 11.29% | 28.43% |            |      |
|      | 原田勇     | 46   | 国民党         | 新   | 1,107票  | 0.48%  | 1.22%  |            |      |
|      | 村松庸子   | 52   | 文化フォーラム | 新   | 966票    | 0.42%  | 1.06%  |            |      |
|      | 笠原公夫   | 63   | 無所属         | 新   | 776票    | 0.34%  | 0.85%  |            | ×    |
|      | 増田真一   | 73   | 政治公団太平会 | 新   | 450票    | 0.20%  | 0.50%  |            |      |

- 伊藤は2003年に愛知県議会議員選挙で当選。